# Ernst Eugen Schmidt
Ernst Eugen Schmidt (* 1944) ist ein deutscher Instrumentenkundler und Autor.
Ernst Eugen Schmidt ist als Privatgelehrter in der Instrumentenkunde tätig. Sein Buch „Sackpfeifen in Schwaben“ gilt  als Standardwerk. Für seine Verdienste wurde er 2006 mit der Tibor-Ehlers-Medaille des Schwäbischen Albvereins ausgezeichnet.

## Veröffentlichungen
- Die Wiederentdeckung eines vergessenen Volksmusikinstruments. Schwäbischer Albverein. ISBN 978-3-920801-42-1
- Sein polnisch Duday dises war.... In Der Dudelsack in Europa. Bayerischer Landesverein für Heimatpflege, München 1996.
- Sackpfeifen in Schwaben: Die Wiederentdeckung eines vergessenen Volksmusikinstrumentes. Schwäbischer Albverein 1997. ISBN 3920801423
- Vom singenden Dudelsack. Schwäbischen Albverein, 2005. ISBN 978-3-920801-55-1
- Sackpfeifen in Schwaben. Band II: Neue Funde. Schwäbischer Albverein 2012. ISBN 978-3-920801-69-8